# Tepuia tatei
Tepuia tatei är en ljungväxtart som beskrevs av Camp. Tepuia tatei ingår i släktet Tepuia och familjen ljungväxter. Inga underarter finns listade i Catalogue of Life.